# Capitainerie générale des Philippines
 (janvier 2024).
1565–1898
Entités précédentes :
- Nouvelle-Espagne
- Royaume de Tondo
- Royaume de Namayan
- Royaume de Butua
- Sultanat de Maguindanao
- Sultanat de Sulu
- Royaume de Grande-Bretagne Occupation britannique de Manille

Entités suivantes :
- République de Negros
- Première République des Philippines
- États-Unis
- Nouvelle-Guinée allemande

La capitainerie générale des Philippines, créée en 1565, est une entité territoriale administrative coloniale espagnole, qui comprend les territoires actuels des Philippines, les îles Mariannes, les îles Carolines (dont Guam et Palaos), ainsi que certaines îles de Micronésie. Elle est rattachée à la Nouvelle-Espagne jusqu'en 1821, et à l'Audience royale de Manille. Elle disparaît en 1898.

La Nouvelle-Espagne en 1794. La capitainerie des Philippines est représentée dans le cartouche en bas à gauche.

## Création
Les Philippines sont conquises par Miguel López de Legazpi en 1565, après avoir pris possession de l'île de Guam la même année. Elles prennent dès lors le statut de capitainerie générale. 
L'Audience royale de Manille est créée en 1584, elle est présidée par le gouverneur et capitaine général des Philippines jusqu'en 1861. À partir de 1822, le dirigeant n'est plus un civil mais un militaire. Les relations avec la Nouvelle-Espagne sont principalement économiques grâce aux échanges de marchandises entre Manille et Acapulco (il n'y a pas d'échanges directs avec l'Espagne) ; à la suite de l'indépendance du Mexique en 1821 la relation entre la capitainerie et la métropole est directe. 
La domination espagnole se manifeste principalement dans l'archipel des Philippines, sauf les îles du Sud, occupées par le sultanat de Sulu et celui de Maguindanao, et Guam. Les Espagnols s'installent dans le nord de Taïwan, qui est annexé par la capitainerie, entre 1626 et 1642. Cependant, les Hollandais, qui occupent le sud de l'île, les en expulsent. Palau et les îles Mariannes ne sont réellement sous la domination espagnole qu'à partir du début du XIXe siècle. La tâche principale des colons espagnols, à laquelle répond cette entité, est la christianisation de l'archipel des Philippines. Les institutions civiles sont dans les faits subordonnées au pouvoir religieux.

## Organisation géographique
La capitainerie est divisée en dix-sept municipalités et quatre corregimientos. En 1784 est nommé le premier « Intendant de Manille ». Quatre autres intendances sont créées aux Philippines : Camarines, Ilocos, Iloilo et Cebú. Après la mort de José de Gálvez, elles finissent toutefois par être dissoutes sur ordre royal, le 20 novembre 1787, ne laissant en fonction que l'intendant de Manille, sous la tutelle étroite du gouverneur de l'archipel. Un nouvel intendant sera nommé en 1819.

## Disparition
Dans la deuxième moitié du XIXe siècle, les mouvements indépendantistes philippins prennent de l'importance grâce à José Rizal mais les Espagnols réussissent à garder le contrôle jusqu'en 1898 et la guerre hispano-américaine. Lors du traité de Paris du 10 décembre 1898, Guam est cédée aux Américains et les Philippines leur sont vendues malgré la déclaration d'indépendance de l'archipel le 12 juin de la même année (ce qui mène à la guerre américano-philippine, lors de laquelle les États-Unis prennent le contrôle des Philippines). Palaos est quant à elle vendue en 1899 aux Allemands.

### Articles liés
- Capitainerie générale
- Indes orientales espagnoles
- Empire colonial espagnol
- Histoire des Philippines
- Nouvelle-Espagne